# Lifeforms
Lifeforms es el sexto álbum de la banda estadounidense de rock alternativo Angels & Airwaves. El álbum fue lanzado el 24 de septiembre de 2021 y marca el número más largo de años entre álbumes para la banda, con su trabajo anterior, The Dream Walker, que se lanzó el 9 de diciembre de 2014. También es el primer álbum de la banda con el bajista Matt Rubano, quien reemplazó a Matt Wachter en 2019 después de servir por primera vez como miembro de gira de la banda ese mismo año.
El álbum ha sido promocionado por cuatro lanzamientos (dos sencillos oficiales y dos sencillos promocionales); "Rebel Girl", "Kiss & Tell", "Euphoria" y "Restless Souls".

## Antecedentes
El líder de Angels & Airwaves, Tom DeLonge, es conocido por ser un creyente en extraterrestres, ovnis y teorías de conspiración desde su juventud, mucho antes de comenzar su carrera musical. A principios de la década de 2010, comenzó a construir una red de funcionarios gubernamentales de renombre con su compañía, To the Stars, con el fin de estudiar más a los extraterrestres. Algunos de estos funcionarios incluyen al exoficial de contrainteligencia militar Luis Elizondo, quien dirigió el Programa de Identificación de Amenazas Aeroespaciales Avanzadas de la Agencia de Inteligencia de Defensa, y Christopher Mellon, exsubsecretario adjunto de Defensa de los Estados Unidos para Inteligencia. Debido a este trabajo, DeLonge comenzó a enfocarse más en el crecimiento y la investigación realizada por su compañía, así como a asociarse con múltiples autores para lanzar numerosos libros, lo que resultó en que se tomara un descanso prolongado de su carrera musical y realizara su segunda salida de su banda anterior, Blink-182.
Entre Lifeforms y The Dream Walker, Angels & Airwaves pasó de ser un cuarteto a un dúo, que incluía solo a Delonge e Ilan Rubin. En ese tiempo, la banda lanzó dos EP y una colección de demos de The Dream Walker. Específicamente en 2015, DeLonge reveló que había planeado lanzar dos álbumes de Angels & Airwaves, dos álbumes en solitario y quince novelas, pero para fin de año, solo había publicado su álbum en solitario, To the Stars... Demos, Odds and Ends, y el EP de la banda, ...Of Nightmares. Sin embargo, en los años siguientes, To the Stars comenzó a convertirse en una fuente muy creíble para la investigación de ovnis después de que lanzó un grupo de videos militares estadounidenses que capturaban lo que DeLonge llama "Fenómenos aéreos no identificados" en 2017, que luego fueron desclasificados por el Pentágono en 2019, y confirmado por los militares como auténtico. Poco después, los militares confirmaron que habían iniciado una asociación con la empresa para continuar investigando sobre el tema.
En un comunicado de prensa sobre el álbum, DeLonge declaró: "Este álbum para mí es un viaje a través de diferentes relaciones, diferentes puntos de vista y cómo cada uno tiene su propio camino en la vida".

## Grabaciones
Con el crecimiento continuo de To the Stars, DeLonge comenzó a hacer un regreso más consistente a su carrera musical en 2018, comenzando con el regreso de David Kennedy y Matt Wachter a la banda. Sin embargo, cuando la banda lanzó el primer sencillo de Lifeforms, "Rebel Girl", el año siguiente, la formación estaba formada únicamente por DeLonge, Kennedy y Rubin, sin dar ninguna explicación de por qué Wachter estaba ausente. Habiendo salido de gira con Taking Back Sunday mientras todavía estaba en Blink-182, DeLonge reclutó a Matt Rubano para la gira de conciertos de la banda en Estados Unidos en 2019 como bajista de gira. Poco después del final de la gira, Rubano comenzó a aparecer en los videos musicales de la banda, y junto con la publicación en Instagram de DeLonge de Rubano escribiendo y grabando con la banda, se confirmó que ahora era un miembro oficial.
Lifeforms experimentó repetidos retrasos en su fecha de lanzamiento, principalmente atribuidos al proceso de grabación de álbumes. Inicialmente planeado para un lanzamiento en el verano de 2019, se retrasó un total de dos años, ya que la banda continuó escribiendo y grabando nuevas canciones. En el transcurso de este tiempo, DeLonge regularmente hizo publicaciones en sus perfiles de redes sociales mostrando clips de demos de canciones y grabaciones de otros miembros. Además, esto también incluyó comparaciones entre Lifeforms y Box Car Racer; un antiguo proyecto paralelo de DeLonge y Kennedy que a menudo ha sido visto como el precursor de Angels & Airwaves. Si bien se ha visto que Box Car Racer tiene un sonido más inspirado en el post-hardcore en comparación con Angels & Airwaves, muchos críticos sintieron que el segundo sencillo del álbum, "Euphoria", cumplió estas promesas. Otra canción de presentación, "Kiss & Tell" también se comparó con un estilo similar al de The Beach Boys.

## Lanzamiento y promoción
Antes de que se anunciara Lifeforms, la banda lanzó varias canciones del álbum. En 2019, lanzaron "Rebel Girl" junto con el anuncio de que se habían mudado a Rise Records y que estarían de gira ese verano.
Para apoyar la gira, también lanzaron otra canción, "Kiss & Tell", pero DeLonge confirmó que no era un sencillo oficial y se lanzó con fines promocionales.
El segundo sencillo del álbum, "Euphoria", se anunció el 19 de mayo de 2021, solo unos días después de que la banda revelara su nueva comunidad de fanes, The Empire Club. El álbum se anunció oficialmente el 15 de junio de 2021, con fecha de lanzamiento el 24 de septiembre de 2021.
La banda anunció el álbum lanzando una cápsula de hidrógeno renovable al espacio que mostraba una vista previa del álbum y revelaba la gira mundial de la banda en 2021. Una canción adicional, "Restless Souls" fue lanzada junto con el anuncio del álbum.

## Lista de canciones
| N.º | Título                      | Duración |  |
| 1.  | «Timebomb»                  | 3:58     |  |
| 2.  | «Euphoria»                  | 4:24     |  |
| 3.  | «Spellbound»                | 4:17     |  |
| 4.  | «No More Guns»              |          |  |
| 5.  | «Losing My Mind»            | 3:52     |  |
| 6.  | «Automatic»                 |          |  |
| 7.  | «Restless Souls»            | 3:47     |  |
| 8.  | «Rebel Girl»                | 3:46     |  |
| 9.  | «A Fire in a Nameless Town» |          |  |
| 10. | «Kiss & Tell»               | 4:08     |  |

## Créditos
Angels & Airwaves
- Tom DeLonge: voz, guitarra rítmica, producción.
- David Kennedy: guitarra.
- Matt Rubano: bajo, sintetizador.
- Ilan Rubin: batería, percusión, programación.